# Sarah McLachlan
Sarah Ann McLachlan (* 28. ledna 1968) je kanadská zpěvačka a skladatelka. Narodila se v lednu 1968 a adoptována byla v Halifaxu v Novém Skotsku v Kanadě.
Jako dítě chodila na hodiny zpěvu, klasického piána a kytary. Po ukončení střední školy a dalšího studia se přestěhovala do Vancouveru kde podepsala nahrávací smlouvu s nezávislým hudebním nakladatelstvím Nettwerk. V roce 1997 se provdala za bubeníka ze své kapely, se kterým má dceru Ann Sushil Soodovou, která se narodila 6. dubna 2002. Druhá dcera Taja Summer Soodová se narodila 22. června 2007. V září 2008 oznámila rozchod s manželem Ashwinem Soodem.
Získala celkem osm Juno Awards (kanadské hudební ocenění) a tři ceny Grammy. V roce 1999 obdržela významné kanadské státní vyznamenání Order of Canada a v roce 2001 provinční vyznamenání Order of British Columbia.
12. února 2010 zazpívala svoji píseň One Dream při zahajovacím ceremoniálu Zimních olympijských her 2010 ve Vancouveru.

## Diskografie
- Touch (1988)
- Solace (1991)
- Fumbling Towards Ecstasy (1993)
- Surfacing (1997)
- Afterglow (2003)
- Wintersong (2006)
- The Laws of Illusion (2010)